# قموق‌ها

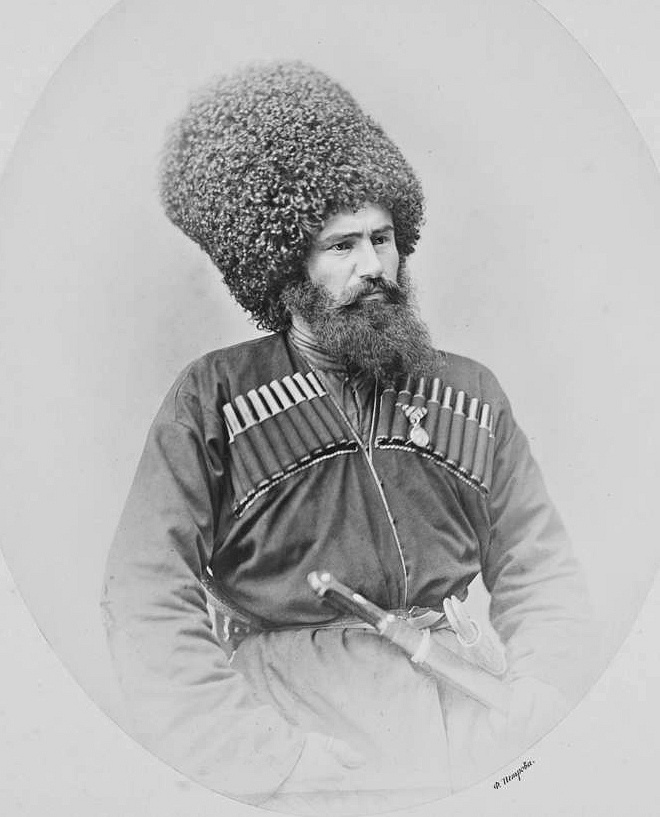
عبدالوهاب فرزند مصطفی - معمار برجسته قموق قرن نوزدهم

قُموق‌ها (قموقی: къумукълар) قومی تُرک‌تبار هستند که در دشت قموق در شمال داغستان روسیه، جمهوری چچن، اوستیای شمالی و جنوب منطقه تِرِک زندگی می‌کنند. سکونتگاه آن‌ها از یک سو به دریای خزر محدود می‌شود.
قموق‌ها ۱۴ درصد از جمعیت جمهوری داغستان روسیه را تشکیل می‌دهند. زبان این قوم، زبان قموقی است و دین آن‌ها اسلام با نحله‌های بومی است که آثاری از باورهای پیش از اسلام در آن دیده می‌شود.

## پیشینه
قموق‌های شمال داغستان از لحاظ نژادی اصل قفقازی دارند و لااقل تا سدۀ یازدهم میلادی به یک زبان قفقازی سخن می‌گفته‌اند؛ منتها زبان کنونی خود را از قپچاق‌ها میراث دارند. روند گسترش زبان قموقی در میان قفقازیان (درغه، آوار، چچن، نوغای و غیره) تا نیمۀ سدۀ بیستم ادامه داشت و میان طوایف قفقاز شمال شرقی نقش زبان مشترک را ایفا می‌کرد.
به رغم جمعیت نسبتاً اندک، قموق‌ها از نفوذ سیاسی و اقتصادی شایانی در داغستان برخوردار بودند و مخصوصاً در سدۀ نوزدهم طوایف دیگر را اداره می‌کردند. این قوم را سابقاً «غازی قموق» می‌نامیدند. زبان قموقی که به دلیل نفوذ قموق‌ها در سدۀ نوزدهم اعتباری یافته بود، در ابتدای حکومت شوروی به عنوان زبان ارتباطی سراسر داغستان نامزد شد، اما در این راه هرگز توفیقی به‌دست نیاورد.

## نگارخانه

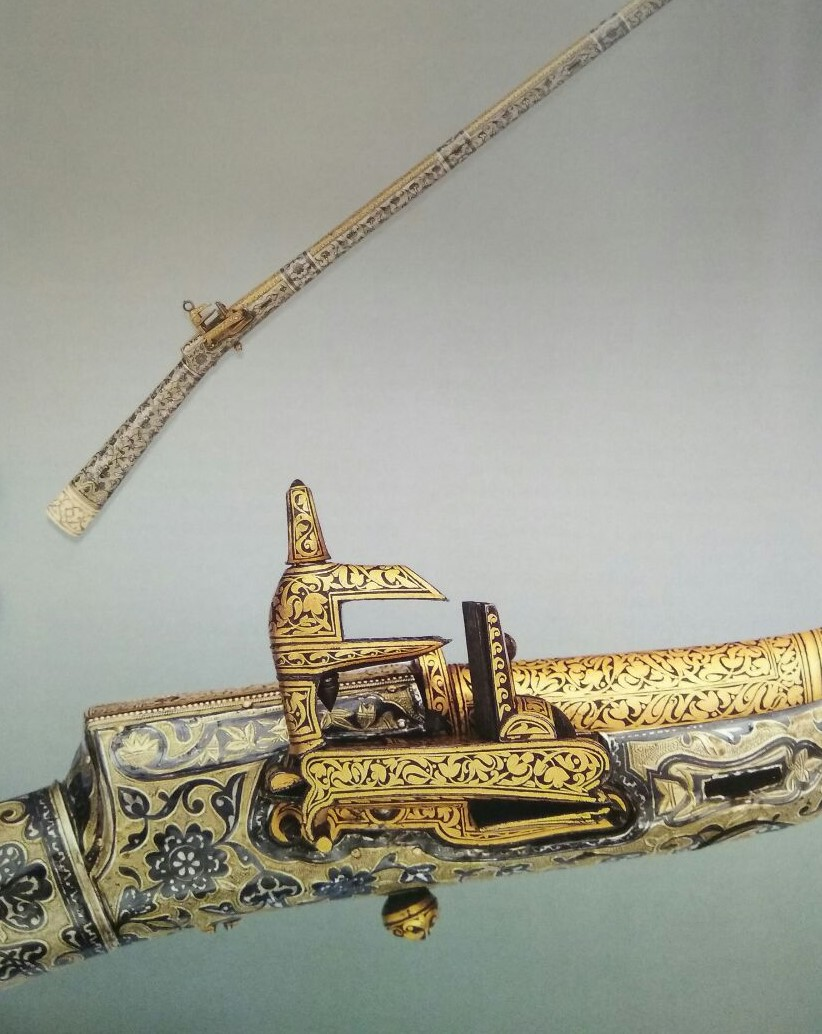
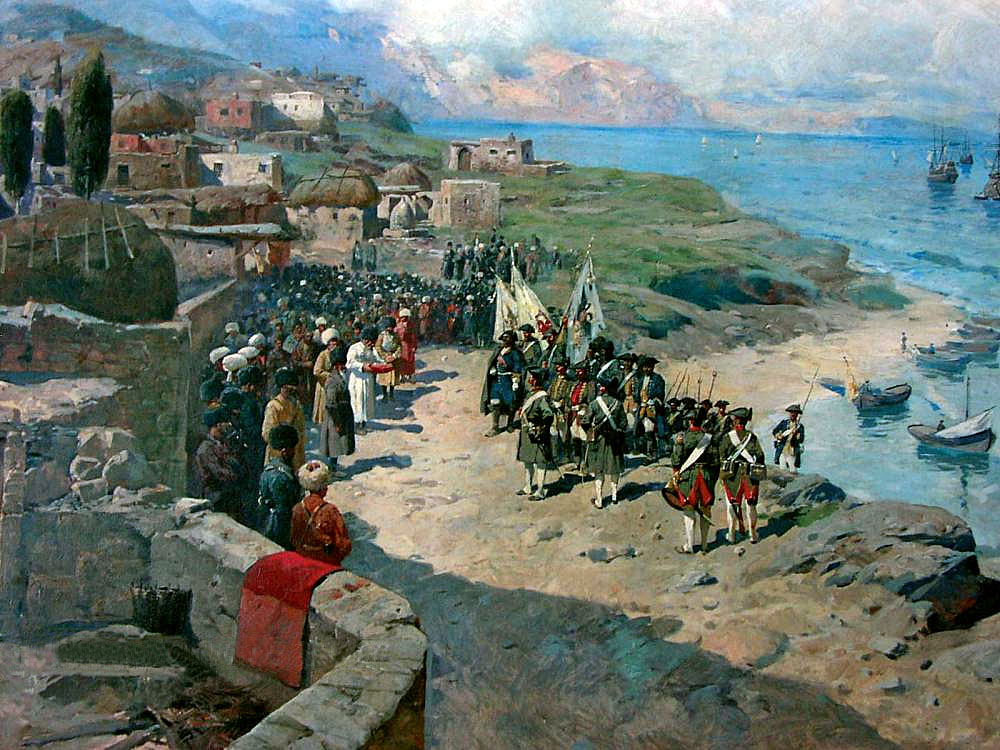
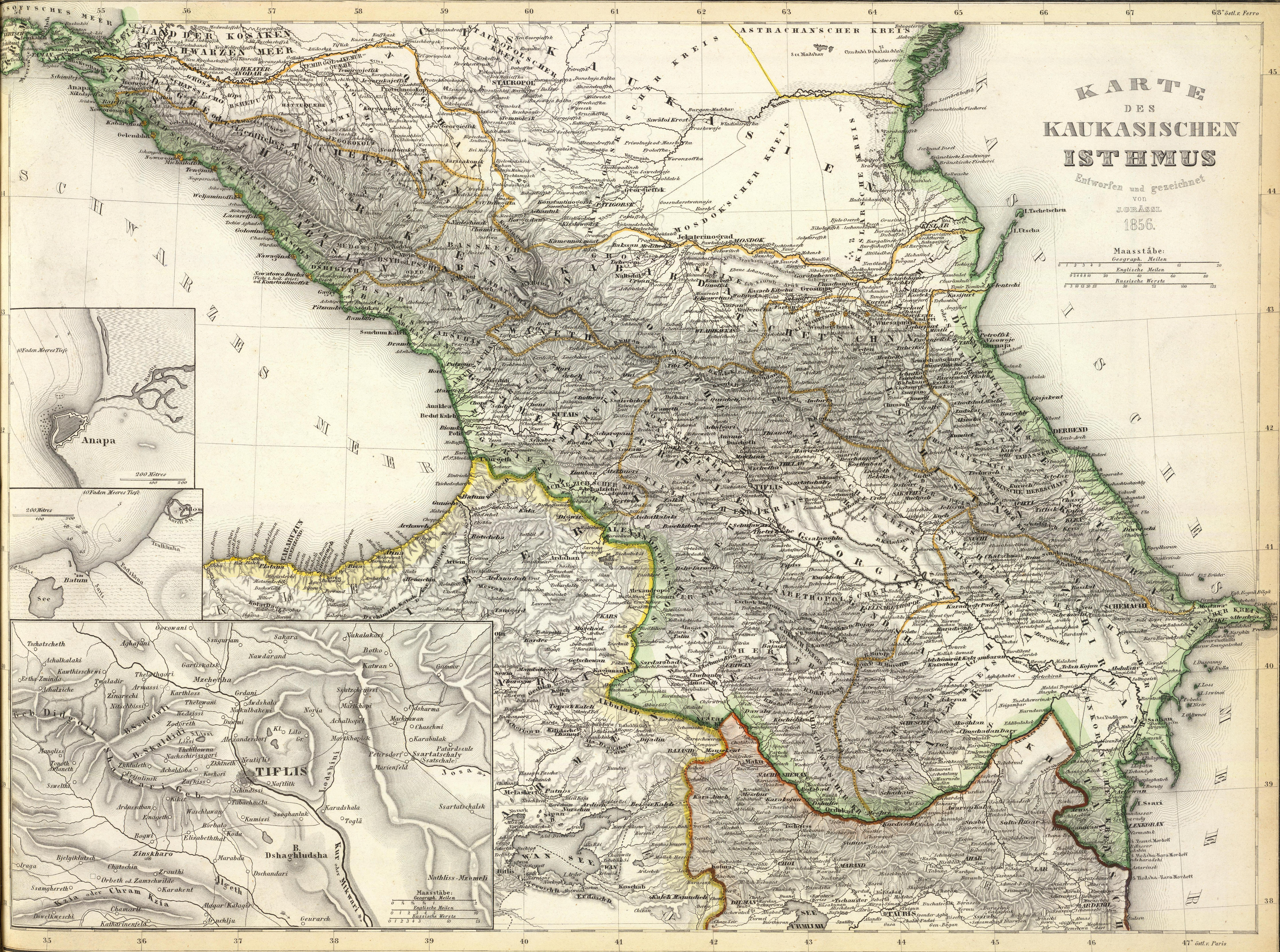
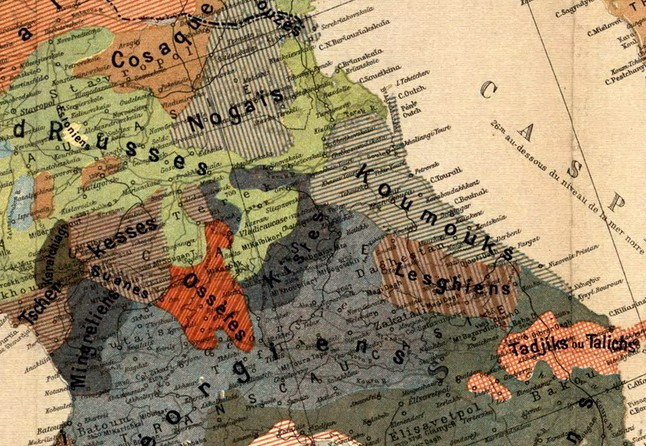